# Martin Johansen
Martin Bro Johansen (ur. 22 lipca 1972 w Glostrup) – duński piłkarz występujący na pozycji pomocnika. Brat bliźniak innego piłkarza, Michaela Johansena.

## Kariera klubowa
Johansen karierę rozpoczynał w sezonie 1990 w pierwszoligowym zespole KB. W 1991 roku przeszedł do B 1903. W sezonie 1991/1992 wywalczył z nim wicemistrzostwo Danii. Następnie w wyniku fuzji B 1903 z KB, od sezonu 1992/1993 występował w FC København. W sezonie 1992/1993 zdobył z nim mistrzostwo Danii, a w sezonach 1994/1995 oraz 1996/1997 Puchar Danii.
W 1997 roku Johansen przeszedł do angielskiego Coventry City. W Premier League zadebiutował 20 października 1997 w przegranym 0:2 meczu z Barnsley. W Coventry spędził sezon 1997/1998, podczas którego rozegrał tam 2 spotkania, a Premier League zajął z zespołem 11. miejsce.
W 1998 roku Johansen wrócił do Danii, gdzie został graczem pierwszoligowego Lyngby BK. Występował tam przez trzy sezony, a potem odszedł do drugoligowego Farum BK. W sezonie 2001/2002 awansował z nim do pierwszej ligi. W 2003 roku odszedł do Hvidovre IF, grającego w trzeciej lidze, a w 2004 roku zakończył tam karierę.

## Kariera reprezentacyjna
W reprezentacji Danii Johansen zadebiutował 2 czerwca 1993 w wygranym 4:0 meczu eliminacji Mistrzostw Świata 1994 z Albanią. Jednocześnie było to jedyne spotkanie rozegrane przez niego w drużynie narodowej.